# Nasir al-Muhammad al-Ahmad as-Sabah
Nasir al-Muhammad al-Ahmad as-Sabah, arab. ‏ناصر المحمد الأحمد الصباح‎ (ur. 22 grudnia 1940 w Kuwejcie) – kuwejcki polityk, premier Kuwejtu od 7 lutego 2006 do 4 grudnia 2011, były ambasador i minister.

## Kariera polityczna
Szejk Nasir w 1964 ukończył nauki polityczne i ekonomię na Uniwersytecie Genewskim w Szwajcarii. Po zakończeniu nauki zajmował różne stanowiska w administracji rządowej i dyplomacji Kuwejtu:
- sierpień 1964 – trzeci sekretarz w Ministerstwie Spraw Zagranicznych
- październik 1964 – członek Stałej Misji Kuwejtu przy ONZ w Nowym Jorku
- czerwiec 1965 – urzędnik Ministerstwa Spraw Zagranicznych
- grudzień 1965 – Stały Przedstawiciel Kuwejtu przy Europejskim Biurze ONZ w Genewie
- czerwiec 1966 – konsul generalny Kuwejtu w Szwajcarii
- październik 1968 – ambasador w Iranie
- 1971 – ambasador w Afganistanie
- 1975-1979 – dziekan Korpusu Dyplomatycznego w Iranie i Afganistanie
- maj 1979 – pracownik Ministerstwa Spraw Zagranicznych
- 1979-1985 – podsekretarz Ministerstwa Informacji
- 1985-1988 – Minister Informacji, przewodniczący Narodowej Rady Kultury, Sztuki i Piśmiennictwa
- 1988-1990 – Minister Spraw Społecznych i Pracy
- 1990-1991 – Minister Spraw Zagranicznych
- 1991-2006 – Minister ds. Dworu Emira

## Premier 2006-2011
Nasir al-Muhammad al-Ahmad as-Sabah 7 lutego 2006 został mianowany przez emira Kuwejtu Sabaha al-Ahmada al-Dżabira as-Sabaha nowym szefem rządu. Po czerwcowych wyborach parlamentarnych w 2006, 2 lipca 2006 został ponownie mianowany premierem kraju.
4 marca 2007 podał się do dymisji, by nie dopuścić do głosowania nad wotum nieufności dla ministra zdrowia swojego gabinetu, wysuniętym przez członków parlamentu i zaplanowanym na dzień następny. Emir Kuwejtu dymisję przyjął, jednak 6 marca 2007 ponownie powierzył mu misję sformowania nowego gabinetu.
19 marca 2008 emir Sabah al-Ahmad al-Dżabir as-Sabah, z powodu konfliktu parlamentu z rządem, rozwiązał parlament i zarządził wcześniejsze wybory parlamentarne na 17 maja 2008. Po wyborach tych, 20 maja 2008 szejk Nasir po raz czwarty został mianowany szefem kuwejckiego rządu.
25 listopada 2008 premier Nasir podał się do dymisji. Było to sposobem na uniknięcie parlamentarnego przesłuchania w sprawie zaproszenia i wyrażenia zgody na wjazd do kraju szyickiego lidera religijnego, oskarżanego o obrazę uczuć religijnych sunnitów oraz objętego zakazem wjazdu do Kuwejtu. Wśród zarzutów pod adresem premiera pojawiły się także oskarżenia o korupcję i pogorszenie działalności administracji państwowej. 1 grudnia 2008 emir Kuwejtu przyjął dymisję gabinetu, a 17 grudnia 2008 powierzył Nasirowi misję sformowania kolejnego rządu. Nowy rząd został sformowany i zaprzysiężony w styczniu 2009.
Na początku marca 2009 grupa parlamentarzystów złożyła wniosek o przesłuchanie premiera Nasira przed parlamentem, gdyż zarzucała mu finansowe nieprawidłowości w jego kancelarii oraz niepodejmowanie właściwych działań, przeciwdziałających światowemu kryzysowi gospodarczemu. W celu uniknięcia przesłuchania, 16 marca 2009 premier Nasir po raz kolejny rozwiązał swój gabinet i podał się do dymisji. Tego samego dnia emir Sabah al-Ahmad al-Dżabir as-Sabah przyjął dymisję rządu. 18 marca 2009 emir rozwiązał parlament i zarządzał przeprowadzenie nowych wyborów parlamentarnych w ciągu 60 dni. Wybory odbyły się 16 maja 2009, a w ich wyniku do parlamentu po raz pierwszy w historii Kuwejtu dostały się kobiety.
20 maja 2009 emir Sabah al-Ahmad al-Dżabir as-Sabah po raz kolejny powierzył misję sformowania nowego gabinetu premierowi Nasirowi.
Pod koniec grudnia 2010 opozycyjni deputowani złożyli przeciwko rządowi wniosek o wotum nieufności z powodu stłumienia antyrządowej demonstracji z 8 grudnia 2010 przez służby bezpieczeństwa, wskutek czego co najmniej 5 osób zostało rannych. 5 stycznia 2011 rząd otrzymał wotum zaufania, stosunkiem głosów 25 do 22.
Na początku kwietnia 2011 premier Nasir ponownie podał się do dymisji, jednak 5 kwietnia 2011 emir powierzył mu misję sformowania kolejnego gabinetu. Była ona siódmą z kolei od czasu objęcia urzędu w 2006.
28 listopada 2011 premier Nasir podał swój rząd do dymisji. Emir dymisję przyjął i 30 listopada 2011 nowym szefem rządu mianował dotychczasowego pierwszego wicepremiera i ministra obrony, Dżabira Mubaraka al-Hamada as-Sabaha, który został zaprzysiężony 4 grudnia 2011. Powodem rezygnacji były protesty społeczeństwa i opozycji przeciwko polityce rządu, który był oskarżany o korupcję i przekupywanie deputowanych. W listopadzie 2011 w kraju dochodziło do licznych protestów społecznych, kulminacją których było zajęcie budynku parlamentu przez demonstrantów 16 listopada 2011, co uniemożliwiło jego dalsze funkcjonowanie. Aresztowanych zostało wówczas 24 osób.